# Click (chanson de ClariS)
Singles de ClariS
Colorful
(2013) Step
(2014)
Pistes de Party Time
Drawing
(1) Nemurihime
(3)
Click est une chanson pop du duo d'idoles japonaises ClariS, écrite par Kz. C'est le neuvième single du groupe sorti le 29 janvier 2014 chez SME Records. La chanson a été utilisée comme le générique d'introduction de la série télévisée anime de 2013 Nisekoi. Un clip a été produit pour "Click", dirigé par Jungo. Le single a culminé à la 7e place du classement musical hebdomadaire japonais de l'Oricon.

## Composition
"Click" est une chanson synthpop avec l'instrumentation réalisé à partir d'un synthétiseur. Le morceau est réglé sur une mesure de temps commun et défile sur un tempo de 135 battements par minute sur une tonalité de Si bémol majeur tout au long de la chanson. L'introduction commence avec la musique synthétisée accompagné des chants de ClariS et utilise un pont pour passer au premier couplet, suivis du refrain. Après un autre pont, ce modèle est répété pour le deuxième couplet et le refrain qui emploie la même musique avec des paroles différentes. Un break est employé pour passer au troisième couplet, suivie immédiatement d'un quatrième couplet court. Le refrain est utilisé en tant qu'outro, une coda instrumentale est employée pour conclure la chanson. 

## Sortie et réception
"Click" a été publié dans une édition régulière et deux limitées, le 29 janvier 2014, en CD par la SME Records au Japon,,. L'une des versions d'édition limitée a été emballée avec des artworks de Nisekoi et contenait également une version courte de "Click" au lieu de sa version instrumentale,. L'autre édition limitée a été livrée avec un DVD contenant le clip pour "Click". Le single a culminé à la 7e place du classement musical hebdomadaire japonais de l'Oricon, et y resté classé pendant 16 semaines. "Click" a débuté et a culminé à la 11e place du Japan Hot 100 de Billboard.

## Liste des pistes
| 1.    | Click                     | Kz               | Kz               | Kz               | 4:32 |
| 2.    | Shirushi (シルシ, Symbol) | Toshikazu Kadono | Toshikazu Kadono | Toshikazu Kadono | 3:53 |
| 3.    | Next To You               | Manabu Ida       | Manabu Ida       | Atsushi Yuasa    | 4:50 |
| 4.    | Click (Instrumental)      |                  | Kz               | Kz               | 4:32 |
| 17:48 |                           |                  |                  |                  |      |

| Nisekoi édition limitée | Nisekoi édition limitée   | Nisekoi édition limitée | Nisekoi édition limitée | Nisekoi édition limitée | Nisekoi édition limitée | Nisekoi édition limitée | Nisekoi édition limitée | Nisekoi édition limitée | Nisekoi édition limitée |
| No                      | Titre                     | Paroles                 | Musique                 | Arrangement             | Durée                   |                         |                         |                         |                         |
| ----------------------- | ------------------------- | ----------------------- | ----------------------- | ----------------------- | ----------------------- | ----------------------- | ----------------------- | ----------------------- | ----------------------- |
| 1.                      | Click                     | Kz                      | Kz                      | Kz                      | 4:32                    |                         |                         |                         |                         |
| 2.                      | Shirushi (シルシ, Symbol) | Toshikazu Kadono        | Toshikazu Kadono        | Toshikazu Kadono        | 3:53                    |                         |                         |                         |                         |
| 3.                      | Next To You               | Manabu Ida              | Manabu Ida              | Atsushi Yuasa           | 4:50                    |                         |                         |                         |                         |
| 4.                      | Click (TV Mix)            |                         | Kz                      | Kz                      | 1:30                    |                         |                         |                         |                         |
| 14:47                   |                           |                         |                         |                         |                         |                         |                         |                         |                         |

| 1. | Click (Clip) | 4:32 |

## Personnel
| ClariS - Clara – Chant - Alice – Chant | Production - Takashi Koiwa – Mixage audio - Yuji Chinone – Mastering - Tatsuo Murai – Design, Direction artistique |

## Classements
| Classement (2014)          | Meilleure position |
| -------------------------- | ------------------ |
| Japan Hot 100 de Billboard | 11                 |
| Weekly Singles de l'Oricon | 7                  |